# Conotrachelus dentifer
Conotrachelus dentifer – gatunek chrząszcza z rodziny ryjkowcowatych.

## Zasięg występowania
Ameryka Południowa i Północna, występuje w Brazylii, Peru, Wenezueli oraz w Ameryce Środkowej.

## Budowa ciała
Ciało nieco wydłużone. Przednia krawędź pokryw szersza od przedplecza, nieco zaokrąglona.
Ubarwienie ciała jasnobrązowe z ciemniejszymi plamkami.